# Litokwa Tomeing
Litokwa Tomeing (Wotje, 14 ottobre 1939 – Springdale, 12 ottobre 2020) è stato un politico marshallese, presidente delle Isole Marshall dal 14 gennaio 2008 al 21 ottobre 2009.
La sua presidenza è stata travagliata da una durissima opposizione del parlamento che nel corso del suo breve mandato ha mosso contro di lui tre mozioni di sfiducia, l'ultima delle quali è risultata decisiva per portare Tomeing alle dimissioni.